# Foc follet

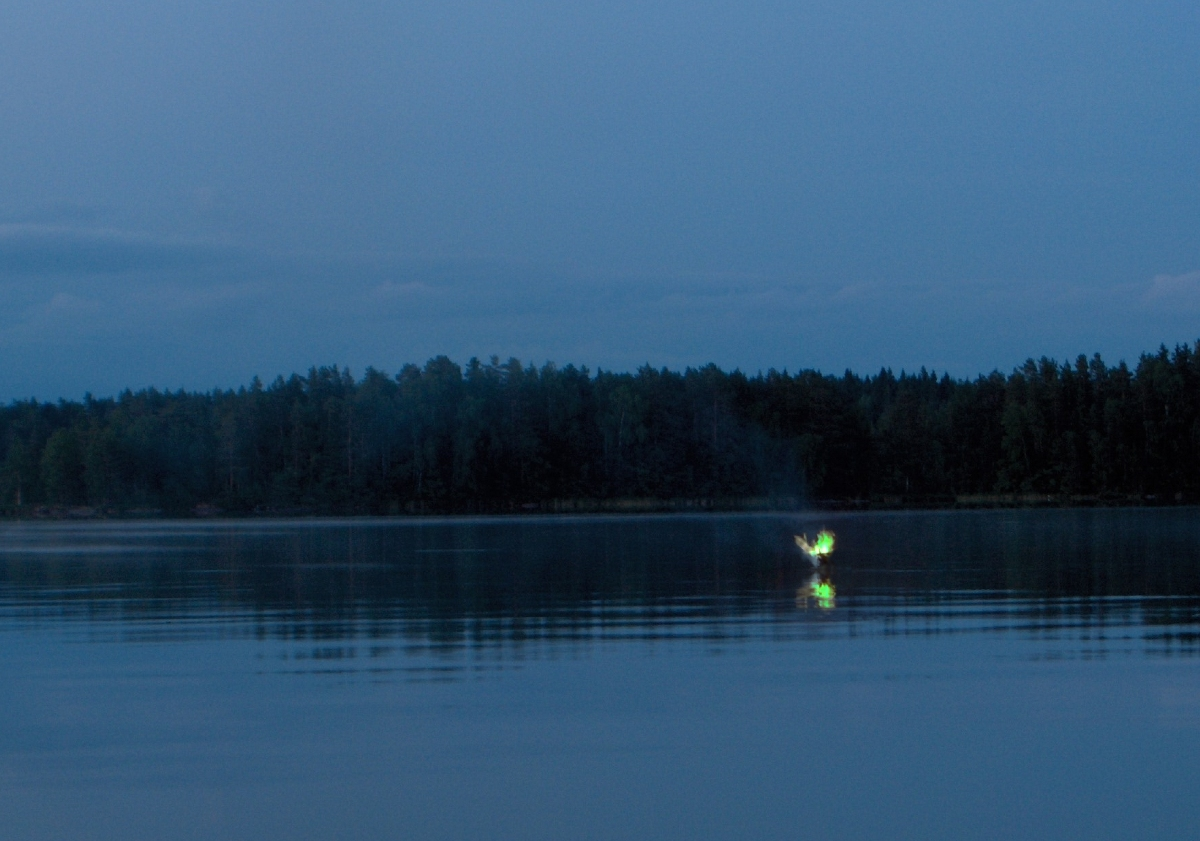
Imatge on pot veure's una representació artística d'un foc follet al fons

Un foc follet (en llatí ignis fatuus) és un fenomen consistent en llums pàl·lides que poden veure's de nit o al capvespre flotant en l'aire sobre cementiris i terrenys humits o pantanosos. Es pensa que els focs follets retrocedeixen quan t'hi aproximes. N'existeixen moltes llegendes, el que fa que molta gent no es cregui explicacions científiques.

## Teories sobre el seu origen
Una possible explicació naturalista i científica pel fenomen és que l'oxidació de la fosfina i els gasos de metà produïts per la putrefacció de matèries orgàniques poden produir l'aparició de llums que brillen a l'aire.
William Corliss escrigué: «No s'ha demostrat cap mecanisme satisfactori pel qual els gasos que emanen de zones pantanoses cremin espontàniament. Fins i tot la major part de les llums nocturnes baixes són fredes, que no és el que s'esperaria del metà. A més, ningú no ha explicat com els núvols de gas lluminós poden mantenir la seva mida i forma mentre es mouen erràticament durant diversos minuts.»
Uns altres creuen que efectes bioluminescents (per exemple Armillaria mellea) o la fosforescència natural de les sals de calci presents en les osamentes provoquen la llum. Altres explicacions inclouen causes semblants a les del llamp globular.
Més recentment, sota la més àmplia etiqueta de «llums terrestres», certes teories pseudocientífiques sobre com es produeixen han estat propostes pels professors Derr i Persinger, i per Paul Deveraux. Derr i Persinger proposaren la teoria que les llums terrestres poden ser generades per la tensió tectònica, que escalfaria les roques vaporitzant l'aigua que contenen. Les roques piezoelèctriques com el quars produeixen electricitat, que és conduïda per aquesta columna d'aigua vaporitzada fins que arriba a la superfície, apareixent com llums terrestres. Aquesta teoria implicaria que bona part de les llums terrestres es fan en llocs amb tensió tectònica. Si fos correcta, explicaria per què aquestes llums acostumen a comportar-se de forma erràtica i fins i tot aparentment intel·ligent, desafiant tot sovint les lleis de la gravetat. Tanmateix l'explicació de Deveraux és més àmplia, ell pensa que la relació entre les llums i el paisatge és més feble, i estan relacionades probablement amb moltes més coses: condicions climàtiques, orografia, línies tel·lúriques, nivell freàtic, etcètera. Aquesta explicació, però, és refusada per la major part dels experts per no ser científica.
Tot i això, altres explicacions teòriques semblants que inclouen l'emanació de llum per part dels corrents elèctrics produïts naturalment no inclouen elements pseudocientífics. A més, les teories basades en fenòmens elèctrics expliquen més fàcilment el moviment aparentment lliure atribuït a les llums i la reacció d'aquestes en la introducció d'objectes propers (incloent-hi éssers humans).

## Folklore
Entre la població rural europea, especialment en la cultura popular gaèlica i eslava, es creu que els focs follets són esperits malignes de morts o altres éssers sobrenaturals que intenten desviar els viatgers del seu camí, allunyant-se cada cop que algú intenta apropar-s'hi. Moltes voltes es creu que són esperits d'infants sense batejar o nascuts morts, que volen entre el cel i l'infern. Elaboracions modernes ocultistes els relacionen amb la sargantana, un tipus d'esperit completament independent dels humans (a diferència dels fantasmes, que se suposa que han estat humans en algun moment anterior). També s'encaixa en la descripció de certs tipus de fades, que poden o no haver estat ànimes humanes.
El foc follet apareix en nombroses llegendes populars de les Illes Britàniques, sent sovint en elles un personatge maliciós. El seu llibre British Goblins, William Wirt Sikes fa esment d'una llegenda gal·lesa sobre un foc follet (pwca en gal·lès) en què un camperol que torna a casa al capvespre veu una llum brillant movent-se davant d'ell. Des de més a prop, aconsegueix que la llum és una llanterna duta per una «petita figura fosca» on segueix durant moltes milles. De sobte es troba a la vora d'un gran cim amb un torrent d'aigua corrent sota d'ell. En aquest precís moment el portador de la llanterna salta creuant el forat, elevant la llum per damunt del seu cap i llançant una rialla maliciosa, i llavors apaga la llum deixant el camperol lluny de casa seva, dins la foscor a la vora del precipici. Aquesta història cautelar bastant comuna sobre el fenomen, tot i que no sempre els focs follets es consideren perillosos; hi ha llegendes que els fan guardians de tresors, de manera molt semblant a com el leprechaun irlandès guiava els que gosaven seguir-lo fins riqueses segures. Altres històries tracten sobre viatgers que es perden en el bosc, es troben amb un foc follet i depenent de com el tracten, aquest els perd encara més o els guia fora.
Katherine Briggs fa esment a Will el Ferrer de Shropshire al seu Diccionari de les fades. En aquest cas Will és un ferrer malvat a qui Sant Pere li dona una segona oportunitat a les portes del Cel, però li porta tan mala vida que acaba sent condemnat a vagar per la Terra. El diable li proveeix d'un únic carbó ardent amb el qual s'escalfa, que llavors ell empra per atraure els viatgers imprudents als pantans.

## Literatura
A la literatura, el foc follet té sovint un significat metafòric, descrivint qualsevulla esperança o meta que guia a algú però que és impossible d'arribar, o quelcom que troba sinistre i desconcertant.
Alguns exemples de referències en la literatura són:
- El poema de Samuel Taylor Coleridge La cançó del vell mariner descriu el foc follet. El poema fou publicat per primera vegada a Balades líriques el 1798.
«Al voltant, al voltant, per un costat i per l'altre
Els focs-de-la-mort ballaven de nit;
L'aigua, com olis d'una bruixa
Cremava verda, i blava, i blanca.»
- «La raça anhela adorar. Pot adorar el que és simple o venerar el que és obvi? Tota la mitologia i el folklore eleva una indignada protesta en el pensament. El Sol donava llum, per tant no era gas calent ni flama, sinó un déu o un carretó. L'ignus fatuus enganyava els homes de nit. Era un esperit; tan simple com la putrefacció podia cobrir la necessitat.» — El secret de la victòria de George Patton, escrit el 26 de març de 1926.
- L'escriptor i poeta belga Willem Elsschot escrigué Het dwaallicht (neerlandès) (‘Foc Follet').[2]
- John Ronald Reuel Tolkien fa esment a El senyor dels anells (publicat per entregues per primera vegada entre 1954 i 1955) llums dels pantans en els aiguamolls dels Morts:[3]
«Per acabar Sam no pogué contenir-se:
—Què és tot això, Gol·lum? —digué xiuxiuejant. Aquestes llums? Ara ens envolten per totes bandes. Ens han agafat? Qui són?
Gol·lum aixecà el cap. Es trobava davant de l'aigua fosca i s'arrossegava en terra, de dreta a esquerra, sense saber per on anar.
—Sí, ens envolten per totes bandes —xiuxiuejà. Els focs follets. Els ciris dels cadàvers, sí, sí. No els feu cas! No les mireu! No les seguiu! On és l'amo?
Sam tornà el cap i advertí que Frodo s'havia endarrerit un altre cop. No el veia. Tornà sobre les seves passes en les tenebres, sense atrevir-se a anar gaire lluny, ni cridar en veu més alta que en un ronc murmuri. Súbitament ensopegà amb Frodo, immòbil i absort contemplava les llums pàl·lides. Les mans rígides el penjaven dels costats del cos: gotejavan aigua i llot.
—Vinga, senyor Frodo! —va dir Sam. No les mireu! Gol·lum diu que no s'han de mirar.» — A través dels pantans, Les dues torres
- Un foc follet apareix en la novel·la de Michael Ende La història interminable.
- «... un flibbertigibbet, un foc follet, un pallasso ...» apareixen a la cançó How Do You Solve a Problem Like Maria de The Sound of Music.
- Hinkypunk, el nom que es dona al foc follet en el sud-est d'Anglaterra (probablement derivat del gal·lès pwca o puck), ha arribat a la fama com un monstre a la sèrie de novel·les de J. K. Rowling Harry Potter. Als llibres, un hinkypunk és una criatura d'una sola cama i aspecte fràgil que sembla estar feta de fum. L'hinkypunk habita els pantans i porta una llanterna que empra per atraure viatgers a la foscor. El professor Remus Lupin presenta la criatura al llibre Harry Potter i el presoner d'Azkaban. Harry i els seus companys s'enfronten a un hinkypunk en el seu examen final de Defensa contra les Arts Fosques aqueix any. Encara que Harry aprova, Ronald Weasley queda confús pels seus desorientadors moviments i s'enfonsa en un aiguamoll.
- En una escena de Faust, de Johann Wolfgang von Goethe, es personifica un Foc Follet.
- Una de les escenes de El amor brujo de Manuel de Falla, ballet amb llibret de Gregorio Martínez Sierra, és la Canción del fuego fatuo; comença:
Lo mismo que el fuego fatuo
lo mismito es el querer ...
- També apareixen al llarg de tot el llibre "Il Visconte dimezzato" (El vescomte migpartit) d'Italo Calvino.